# 雨笠利幸
雨笠 利幸（あまがさ としゆき、1976年8月25日 - ）は、日本の元俳優。

## 出演作品

### テレビドラマ
- 火曜サスペンス劇場「獣の償い」（1984年、NTV / 映像プロデュース） - 桐谷信一 役
- 巨獣特捜ジャスピオン 第9話「ある巨木のものがたり」（1985年、ANB / 東映）
- しのぶ（1985年、東海テレビ）
- 暴れん坊将軍II 第101話「吉宗 越前 白洲の対決!」（1985年、ANB / 東映） - 市松 役
- わが子よVI（1986年、TBSテレビ） - 誠 役
- 三匹が斬る第14話「まぼろしの母を訪ねて地獄旅」（1987年、テレビ朝日） -　良吉役
- おもいっきり探偵団 覇悪怒組（1987年、フジテレビ） - 青野進 役
- 探偵団スペシャル 魔隣組対覇悪怒組（ジゴマVS魔天郎）（1989年、フジテレビ） - 青野進 役
- 春日局（1989年、NHK） - 国千代（徳川忠長の少年時代） 役
- 空と海をこえて（1989年、TBSテレビ）
- 宮本武蔵（1990年、テレビ東京） - 三沢伊織 役
- 太平記（1991年、NHK） - 又太郎（足利尊氏の少年時代） 役
- 大逆襲! 四匹の用心棒 （1991年、テレビ朝日 / 東映） - 丈太郎 役
- 長七郎江戸日記 第3シリーズ 第14話「雪に舞うわらべ唄」（1991年1月29日） - 源太 役
- 喧嘩屋右近 第2シリーズ 第2話「仇討ち指南」（1993年、テレビ東京）
- 名奉行 遠山の金さん 第6シリーズ 第17話「催眠殺人の姉弟」（1994年、ANB / 東映） - 平太 役

### 映画
- 童謡物語（1988年） - 有島覚 役
- 風の又三郎 ガラスのマント（1989年） - 嘉助 役
- 白い手（1990年） - ヒロミツ 役

### 劇場アニメ
- となりのトトロ（1988年） - 大垣勘太（カンタ）役[1]

### 吹き替え
- アボンリーへの道 - アンドルー・キング 役